# Xmarks
Xmarks（エックスマークス）はブックマーク共有サービスである。かつてはサンフランシスコに存在していた同名の企業が運営していたが、2010年12月、LastPass社に買収された。その後2015年10月にLastPass社はLogMeIn社に買収され、2018年5月をもって全サービスを終了した。

## WebサービスとしてのXmarks

### 概要
Xmarks SyncとはInternet Explorer, Firefox, Safari, Google Chromeに対応するブックマーク共有サービスである。そのほかのブラウザでもWeb上からアクセスすることで利用可能。Xmarks社がLastPass社に買収されたのち、パスワード同期機能はそちらへ移管された。拡張機能にはそのほか、「Site Suggestions」や「Smarter Search」（XmarksによるGoogle検索の機能強化）といった機能もある。

### Xmarks Premium
ブラウザで開いているタブの同期は有料サービスとなった。また、スマートフォンからのアクセスも有料会員のみサポートする。
さらにFirefoxでは開いたタグ、ウェブサイトの閲覧履歴も同期できる。

### プライバシー
Xmarksは任意で自身のブラウザとXmarksサーバー間で転送されるブックマークを暗号化できる。個人ユーザーのブックマークは他のユーザーからプライバシーを守ることができるが、第三者へのブックマーク転送に関してプライバシーと信頼性の問題が明白に存在する。これらの問題への対処としてXmarksは任意で自身のWebDAVかFTPサーバーにブックマークを保存することでXmarksのサーバーを回避することが出来る機能を提供している。
ブックマークは「Site Suggestions」「Smarter Search」といった一般向けサービスを提供するために解析されている。プライバシーポリシーではこの解析結果は個人ユーザー情報の提供無しで公開されるとしている。

## 企業としてのXmarks
Xmarksはかつてサンフランシスコに存在していた企業で2006年にミッチ・ケイパーが設立した。当初はFoxmarksという社名であり、当初はFirefoxの拡張機能のみのリリースだった。また、拡張機能名もFoxmarks Bookmark Synchronizerであった。
2009年3月、Foxmarksはブックマークタギングなどの機能を追加し、Xmarksに名称変更した。
2010年9月27日、純粋な自発的寄付による資金調達基準での自社の現在の資金予測に従い、2011年1月をもってサービスを完全に停止すると発表した。同月30日ジェームズ・ジョアクインCEOは最初の閉鎖発表以降企業の潜在的な買い手やこれまでサイトの「誓約ページ」でサービスに登録することを約束した人たち両者によって示された関心の多さにうれしい驚きを感じると述べた。Xmarksは寄付ページにて年間10ドルから20ドル払うことで「Xmarks Premium」（2010年12月開始）が利用できる計画で10万人のユーザーから寄付を集めようとした。同年10月7日までXmarksへの寄付は900万ドルに達した。しかし、明らかに初期の寄付額がエンドポイントに達する見込みの同月15日までにはっきりとした結果が示されない限り状況がまだ不透明なままだった。
同年12月2日、パスワード管理サービスを運営しているLastPass社に買収された。

## その他

### インドにおけるXmarksドメイン遮断
2012年5月、インドにて裁判所の命令により大手ISPがxmarks.comドメインが遮断された。この結果、数種類のウェブサイト共に「裁判所の命令によりこのサイトへのアクセスは遮断されました」とだけ表示されるようになった。